# 北野天神緣起繪卷

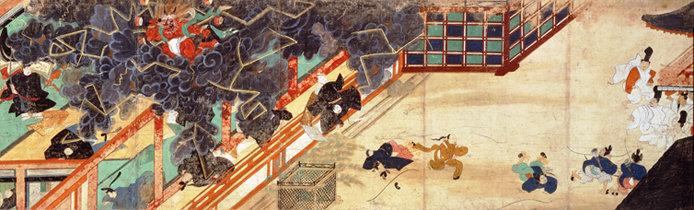
北野天神緣起繪卷

北野天神緣起繪卷是日本鎌倉時代的繪卷物，紙本着色。北野天滿宮（主祭神是學問之神菅原道真）的緣起繪卷。日本國寶。